# Международные рейтинги Греции
Международные рейтинги Греции отражают позиции Греческой Республики среди других стран мира по общим статистическим показателям, а также по специальным социальным, экономическим, политическими индексам и рейтингам.

## Площадь и демография
| Показатель                                     | Значение                           | Позиция | Источник  |
| ---------------------------------------------- | ---------------------------------- | ------- | --------- |
| Площадь                                        | 131 957 км2                        | 96      | 2009      |
| Население                                      | 10 737 428 чел.                    | 75      | июль 2009 |
| Плотность                                      | 85 чел/км2                         | 113     | 2010      |
| Темпы роста населения                          | 0.127 %                            | 188     | 2009      |
| Рождаемость                                    | 9,45 на 1 тыс.                     | 206     | 2009      |
| Смертность                                     | 10,51 на 1 тыс.                    | 55      | 2009      |
| Чистый показатель миграции                     | 2,33 на 1 тыс.                     | 37      | 2009      |
| Ожидаемая продолжительность жизни при рождении | 79,66 77,11 — муж..; 82,37 — жен.. | 26      | 2009      |

## Оценки и индексы

### Социальные
| Название рейтинга                               | Источник                       | Позиция/среди числа стран | Год  | Комментарий |
| ----------------------------------------------- | ------------------------------ | ------------------------- | ---- | --- |
| Индекс развития человеческого потенциала (ИРЧП) | Программа развития ООН         | 25/177                    | 2007 | Высокий ИРЧП |
| Индекс образования                              | Программа развития ООН         | 10/177                    | 2008 | Оценивается не столько качество, как средняя продолжительность обучения человека в жизни. Этот индекс — составная ИРЧП (вес 1/3). |
| Государственные расходы на образование          | Справочник ЦРУ по странам мира | 91/177                    | 2005 | Государственные расходы на начальное образование в Греции в 2008 году составили 2 097 154 000 €, на среднее образование — 2 523 807 650 €; высшее университетское образование — 1 078 554 000 € и на институты технического образования — 409 576 000 € |
| Индекс качества жизни                           | Economist Intelligence Unit    | 22/111                    | 2005 | Значение индекса 7,163 из 10 возможных баллов. |
| Индекс удовлетворенности жизнью                 | Эдриан Уайт, социопсихолог     | 84/ 178                   | 2007 | Значение индекса 210. Тождественный показатель имеют Бразилия, Китай, Куба |
| Доля пользователей Интернета                    | Internet World Stats           | 45/195                    | 2009 | 4 932 495 пользователей интернета, что составляет 46,0 % населения страны. |
| Индекс гендерного неравенства                   | Всемирный экономический форум  | 85/134                    | 2009 | Ежегодно значение индекса ухудшается: в 2008 году Греция занимала 75 место, 2007 — 72, 2006 — 69. |
| Проценту взрослого населения с ВИЧ / СПИД       | Справочник ЦРУ по странам мира | 99/ 170                   | 2009 | Общее количество инфицированных взрослых 11 тысяч человек. Ежегодная смертность от ВИЧ / СПИД — менее 100 человек. |

#### Здравоохранение
| Название рейтингау               | Источник                              | Позиция/среди числа стран | Год  | Комментарий |
| -------------------------------- | ------------------------------------- | ------------------------- | ---- | --- |
| Потребление сигарет на человека  | World Lung Foundation                 | 1/121                     | 2007 | Самый высокий показатель в мире. |
| Потребление алкоголя на человека | Всемирная организация здравоохранения | 30/121                    | 2003 | В среднем человек от 15 лет потребляет 9,0 л алкоголя в год. |
| Индекс частоты актов суицида     | Всемирная организация здравоохранения | 83/104                    | 2008 | Среди стран, входящих в ОЭСиР Греция занимает 29 позицию из 30. |
| Индекс материнства               | Save the Children                     | 23/110                    | 2007 | Индекс рассчитывается исходя из показателей здоровья женщин, их продолжительности жизни, риска смерти во время родов; ряда экономических, политических и социальных факторов |

### Экономические
Экономика Греции занимает 37-е место в мире по показателю роста валового внутреннего прдукта и 33-е — по паритету покупательной способности. По данным индекса развития человеческого потенциала на 2007 год включительно, обнародованным 5 октября 2009, Греция занимает 25 место в мире и относится к группе «развитых стран».
Международное рейтинговое агентство Standard & Poor’s из-за сомнений аналитиков в способности правительства Греции вывести страну из долгового кризиса, в апреле 2010 года понизило долгосрочный суверенный рейтинг с «BBB +» до «BB +», а краткосрочный — с «А-2» до «В». Накануне Eurostat повысил оценку дефицита бюджета в 2009 году с 12,9 до 13,6 % ВВП, при том что национальный долг Греции составляет 300 млрд евро и уже превысил ВВП.
По данным специального комитета Еврокомиссии по соблюдению прав интеллектуальной собственности, Греция на 2009 год занимает первое место в Евросоюзе по количеству конфискованного контрафакта. Число изъятых поддельных и пиратских товаров выросло с 3,6 млн в 2008 до 21,9 млн в 2009 году (всего в ЕС — 178,9 млн товаров). За Грецией следуют Нидерланды (17.9 млн товаров), Италия (12.9 млн товаров) и Болгария (11.3 млн товаров). Крупнейшие поставщики контрафакта в Грецию: Китай (64 % подделок), Объединенные Арабские Эмираты и Египет.
| Показатель                                                                 | Год      | Позиция/среди числа стран         | Источник |
| -------------------------------------------------------------------------- | -------- | --------------------------------- | -------- |
| Международный валютный фонд — GDP (номинал)                                | 2008     | 27/182                            |          |
| Международный валютный фонд — GDP (номинал) на душу населения              | 2008     | 27/181                            |          |
| Международный валютный фонд — GDP (PPP)                                    | 2008     | 33/182                            |          |
| Международный валютный фонд — GDP (PPP) на душу населения                  | 2008     | 26/182                            |          |
| Программа развития ООН — ИРЧП                                              | 2007     | 25/182                            |          |
| The Heritage Foundation-Индекс экономической свободы                       | 2009     | 81/179                            |          |
| Всемирный экономический форум — Глобальный доклад по конкурентоспособности | 20010-11 | 83/139 (за період 2009-10 71/133) |          |
| IMD-World Competitiveness Yearbook                                         | 2009     | 52/57                             |          |

### Политические
| Название рейтинга                  | Источник                   | Позиция/среди числа стран | Год  | Комментарий |
| ---------------------------------- | -------------------------- | ------------------------- | ---- | --- |
| Индекс демократии                  | The Economist              | 22/167                    | 2008 | Полная демократия |
| Индекс восприятия коррупции        | Transparency International | 71/180                    | 2009 | Значительная степень коррумпированности |
| Индекс свободы прессы              | Репортеры без границ       | 70/178                    | 2010 | Значение индекса 19,0. Для сравнения: в 2008 году Греция занимала 31 место в мире по значению индекса 7,50; 2009 — 35 со значением индекса 9,0. |
| Индекс недееспособности государств | Фонд мира                  | 147/177                   | 2009 | Греция относится к категории стран с приемлемой стабильностью.                                                                                  |